# Witalis (Borisow-Żegaczow)
Witalis, imię świeckie Wasilij Borisow-Żegaczow (ur. 1779 w guberni kałuskiej, zm. 22 listopada?/4 grudnia 1840 lub 11 stycznia?/23 stycznia 1841 w Astrachaniu) – rosyjski biskup prawosławny.

## Życiorys
Był synem kapłana prawosławnego, proboszcza wiejskiej parafii. Ukończył seminarium duchowne w Kałudze, następnie kontynuował naukę teologii w Moskiewskiej Akademii Duchownej, równocześnie uczestnicząc w wykładach na Uniwersytecie Moskiewskim. Po ukończeniu nauki w Akademii Duchownej został zatrudniony jako wykładowca w seminarium, które sam wcześniej ukończył. W marcu 1812 złożył wieczyste śluby mnisze z imieniem Witalis.
W tym samym roku otrzymał godność archimandryty i został przełożonym monasteru Trójcy Świętej w Lutykowie. Od 1814 był inspektorem seminarium duchownego w Kałudze oraz jego inspektorem. W styczniu 1815 mianowano go rektorem ujezdnej szkoły duchownej w Kałudze, jednak w marcu tego samego roku został przeniesiony na stanowisko rektora szkół parafialnej i ujezdnej w Mieszczowsku. W 1817, dzięki rekomendacji egzarchy Gruzji, metropolity Teofilakta (w latach 1799-1809 biskupa kałuskiego), został pierwszym rektorem nowo otwartego seminarium duchownego w Tyflisie. Z powodu złego stanu zdrowia zrezygnował jednak z tej funkcji już po roku od jej objęcia i został wykładowcą filozofii oraz inspektorem w seminarium duchownym w Jarosławiu. W 1819 został z kolei skierowany do pracy w charakterze rektora oraz wykładowcy przedmiotów teologicznych w seminarium duchownym w Połtawie, którą od października tego samego roku łączył z godnością przełożonego Mgarskiego Monasteru Przemienienia Pańskiego.
28 lutego 1826 został w Kijowie wyświęcony na biskupa słobodzko-ukraińskiego i charkowskiego. W tym samym roku otrzymał dyplom za „wiedzę i miłość do nauk” od Charkowskiego Towarzystwa Nauk. Ordynariuszem eparchii słobodzko-ukraińskiej był do 1832, gdy został przeniesiony na katedrę astrachańską, otrzymując równocześnie godność arcybiskupią.
Dzięki jego staraniom w Astrachaniu otwarto szkołę dla urzędników kancelaryjnych, instytut wychowania panien z rodzin kupieckich i szlacheckich, bibliotekę publiczną, szkoły parafialne w stanicach kozackich w ujeździe jenotajewskim. Zainicjował naukę języka kałmuckiego w seminarium duchownym w Astrachaniu. Wspierał działalność charytatywną.
Zmarł w Astrachaniu i został pochowany w soborze katedralnym, w dolnej cerkwi św. Platona.
Odznaczony orderem św. Anny I stopnia (1836).